# Шадићи Горњи
Шадићи Горњи су насељено мјесто у општини Власеница, Република Српска, БиХ. Према попису становништва из 1991. у насељу је живјело 236 становника.

## Становништво
Према попису становништва из 1991. године, мјесто је имало 236 становника.
| Националност       | 1991. |
| Срби               | 224   |
| Југословени        | 2     |
| остали и непознато | 10    |
| укупно             | 236   |

| Демографија | Демографија | Демографија |
| Година      | Становника  | Становника  |
| ----------- | ----------- | ----------- |
| 1961.       | 265         |             |
| 1971.       | 336         |             |
| 1981.       | 258         |             |
| 1991.       | 230         |             |